# Nossage-et-Bénévent
Nossage-et-Bénévent é uma comuna francesa na região administrativa da Provença-Alpes-Costa Azul, no departamento de Altos-Alpes. Estende-se por uma área de 4,31 km². Em 2010 a comuna tinha 17 habitantes (densidade: 3,9 hab./km²).